# Николаос Политис (фолклорист)
 Тази статия е за фолклориста.  За политика вижте Николаос Политис.  
Николаос Политис (на гръцки: Νικόλαος Πολίτης) е основоположник на фолклористиката в Гърция. Професор в Атинския университет.

## Биография
Родом от известно семейство от Яница, днес Елеохори – Мани. Дядо му, чието име носи, е сподвижник на Папафлесас, а баща му е съдия. Още като гимназист списва ръкописен вестник с народни умотворения, а като студент сътрудничи на редица списания, в които излизат негови фолклорни изследвания. Учи филология (1868 – 1872) и право (1874 – 1878) в Атинския университет. От 1870 г. е член на Филологическата асоциация „Парнас“. Сътрудничи си със Спиридон Ламброс.
През 1871 г. е награден за изследването си върху новогръцката митология. В периода 1876 – 1880 г. учи в Мюнхен като стипендиант на гръцкото правителство, като завършва в Ерлангенския университет с докторска степен. В Мюнхен се сближава с византиниста Карл Крумбахер.
От 1882 г. е асистент по гръцка митология в Атинския университет и е един от членовете основатели на Историческото и етноложко дружество на Гърция. От 1890 г. е професор по митология и гръцка археология в Атинския университет, на който е и ректор.
През 1908 г. основава Гръцкото фолклорно дружество. Умира на 12 януари 1921 г. от ангина пекторис.